# The Rev

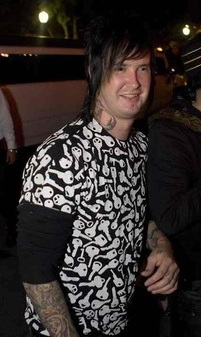
The Rev

James Owen „Jimmy“ Sullivan (* 9. Februar 1981 in Huntington Beach, Kalifornien; † 28. Dezember 2009 ebenda), besser bekannt unter seinem Künstlernamen The Rev (Kurzform von The Reverend Tholomew Plague), war ein US-amerikanischer Musiker und Songwriter. Bekannt wurde er vor allem als Schlagzeuger und Gründungsmitglied der amerikanischen Metal-Band Avenged Sevenfold.

## Karriere
Sullivan wuchs in Orange County, Kalifornien auf. Mit vier Jahren bekam er sein erstes Paar Drumsticks, im Alter von zehn Jahren besaß er sein erstes Schlagzeug. In der Highschool spielte er in mehreren Bands. Bevor er zu Avenged Sevenfold kam, war er Schlagzeuger der Third-Wave-Ska Band Suburban Legends. Als seine ersten Einflüsse nennt er Frank Zappa und King Crimson. In einem Interview mit dem Modern Drummer sagte er: „I was raised on that stuff as much as Rock and metal“ („Ich bin mit diesem Zeug genauso aufgewachsen wie mit Rock und Metal“).
Später bezeichnet er Vinnie Paul, Mike Portnoy, Dave Lombardo, Lars Ulrich und Terry Bozzio als seine größten Einflüsse. Eines seiner Markenzeichen ist eine Schlagzeugtechnik, die er selbst als „The double-ride thing“ bezeichnet. Bei dieser Technik, die in Almost Easy, Critical Acclaim, Crossroads und Dancing Dead zu hören ist, spielt er in hohem Tempo Doublebass und Ride-Becken.
The Rev war auch Sänger, Songwriter und Pianist für Avenged Sevenfold. Sein Klavierspiel ist in den Songs Seize the Day, Fiction, Save Me und Warmness on the Soul zu hören. Gesangspassagen von ihm sind in mehreren Liedern der Band, insbesondere aber auf Waking the Fallen, enthalten. Außerdem schrieb er die Songs Almost Easy, A Little Piece of Heaven, Afterlife, Fiction, Welcome to the Family, den Piano-Teil von Save Me und Demons.
Unter dem Namen Rathead hatte The Rev außerdem ein Nebenprojekt mit dem Gitarristen von Avengend Sevenfold und besten Freund Synyster Gates, namens Pinkly Smooth, bei denen er Sänger und Pianist war.
Bei den zweiten Revolver Golden God Awards gewann The Rev den Preis als Bester Drummer. Seine Familie und Avengend Sevenfold nahmen die Auszeichnung in seinem Namen an.
Bei der Online-Umfrage Top Ten Greatest Drummers of All Time von Ultimate Guitar erreichte The Rev Platz 8, noch vor Bill Ward (Black Sabbath) und direkt hinter Keith Moon (The Who).

## Tod & Nachlass
The Rev wurde am 28. Dezember 2009 tot in seinem Haus in Huntington Beach gefunden. Die Polizei schloss Fremdverschulden aus. Eine Autopsie am 30. Dezember 2009 blieb ergebnislos. Erst durch eine toxikologische Untersuchung wurde bekannt, dass er an einer Überdosis von Oxycodon, Oxymorphon (ein Metabolit von Oxycodon), Diazepam (Valium), Nordazepam (ein Metabolit von Diazepam) und Alkohol starb. Außerdem litt er an Kardiomegalie (Vergrößerung des Herzens), was eine entscheidende Rolle bei seinem Tod gespielt haben könnte.
Am 6. Januar 2010 fand eine private Beerdigung für Sullivan statt, danach wurde er in Huntington Beach beigesetzt. Das kurz nach seinem Tod erschienene fünfte Studioalbum von Avenged Sevenfold, Nightmare, und besonders einzelne Lieder sind ihm gewidmet; darunter das Lied 'So Far Away', welches von seinem Bandkollegen und besten Freund Synyster Gates geschrieben wurde. Der von The Rev geschriebene Song 'Fiction', welcher auch auf Nightmare erschien, wird von einigen Fans als sein Abschiedsbrief gesehen. Dies ist auf Textpassagen wie „In the end I gave my life“ oder „I hope you'll find your own way, when I'm not with you“ zurückzuführen.
Sein Schlagzeug ist im Hard Rock Hotel Las Vegas zu sehen. Das Schlagzeug der „Taste of Chaos“-Tour steht im Hard Rock Cafe in Gatlinburg, Tennessee.

## Ausrüstung

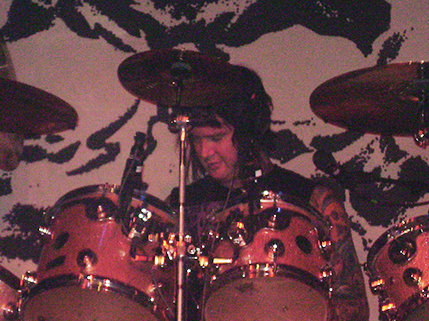
The Rev mit Avenged Sevenfold (2008)

Nach der Unterzeichnung bei Warner Bros. Records im Jahr 2004 schloss er einen Vertrag mit DW Drums und Sabian-Becken. Er hatte ursprünglich ein Pazific Drums & Percussion (PDP) 805-Schlagzeug, von dem er ein Custom Signature Kit besaß, benutzt. Im Jahr 2008 verwendete er ein vollständiges DW Collectors Series-Schlagzeug, das er mit zwei Bass-Drums ausstattete und eine dritte nur für Live-Auftritte hinzufügte. Er verwendete eine Vielzahl von Sabian-Becken sowie Evans-Felle und Pro-Mark-Sticks.

## Diskografie
Mit Suburban Legends
- Origin Edition (1999)

Mit Pinkly Smooth
- Unfortunate Snort (2001)

Mit Brian Haner
- Cougar Bait (2008)
- Fistfight at the Wafflehouse (2010)

Mit Avenged Sevenfold
- Sounding the Seventh Trumpet (2001)
- Waking the Fallen (2003)
- City of Evil (2005)
- Avenged Sevenfold (2007)
- Diamonds in the Rough (2008)
- Nightmare (2010)